# زهران ممدانی
زُهْران قوام ممدانی (‎/zəˈrɑːn məmˈdɑːni/‎ zə-RAHN məm-DAH-nee; زادهٔ ۱۸ اکتبر ۱۹۹۱) سیاستمدار آمریکایی است. ممدانی از سال ۲۰۲۱ نماینده حوزه انتخابیه ۳۶ در کوئینز در مجمع ایالتی نیویورک بوده است. او که عضو حزب دموکرات و سوسیالیست‌های دموکرات آمریکا است، اولین بار در سال ۲۰۲۰ پس از شکست دادن نامزدی که چهار دوره بود نماینده آن حوزه بود انتخاب شد و از آن زمان بدون هیچ مخالفی دوباره انتخاب شده است. اولویت‌های قانونگذاری ممدانی در این مجمع شامل اصلاحات مسکن، حمل و نقل و انرژی بوده است.
ممدانی در کامپالا، اوگاندا، از پدری دانشگاهی به نام محمود ممدانی و مادری فیلم‌ساز به نام میرا نایر متولد شد. او در هفت سالگی به نیویورک مهاجرت کرد و از دبیرستان علوم برانکس فارغ‌التحصیل شد. پس از اخذ مدرک کارشناسی در مطالعات آفریقایی از کالج بودین، ممدانی به‌عنوان مشاور مسکن و موسیقی‌دان هیپ-هاپ فعالیت کرد. او فعالیت سیاسی خود را به‌عنوان مدیر کمپین انتخاباتی خضر الیتیم و راس بارکان آغاز کرد. ممدانی در سال ۲۰۲۰ برای اولین بار برای نمایندگی مجلس ایالتی نیویورک انتخاب شد و در انتخابات مقدماتی دموکرات‌ها، آرولا سیموتاس، نماینده چهار دوره، را شکست داد. او در سال‌های ۲۰۲۲ و ۲۰۲۴ بدون هیچ رقیبی دوباره انتخاب شد.
در سال ۲۰۲۴، ممدانی نامزدی خود را برای شهرداری نیویورک در انتخابات شهرداری ۲۰۲۵ اعلام کرد. برنامهٔ انتخاباتی او شامل حمایت از رایگان شدن اتوبوس‌های شهری، نگهداری از کودک دولتی، فروشگاه‌های مواد غذایی متعلق به شهرداری، تثبیت اجاره بها در واحدهای مسکونی دارای اجاره بهای کنترل شده و ساخت واحدهای مسکونی مقرون‌به‌صرفه است. در طول مبارزات انتخاباتی مقدماتی حزب دموکرات، ممدانی چندین بار از سیاستمداران برجسته ترقی‌خواه حمایت دریافت کرد و به خاطر دیدگاه‌های صریح خود در مورد اسرائیل و فلسطین توجهات را به خود جلب کرد.
در انتخابات مقدماتی شهرداری دموکرات‌ها در ۲۴ ژوئن ۲۰۲۵، ممدانی اندرو کوئومو و نه نامزد دیگر را شکست داد و نامزد دموکرات‌ها برای شهرداری شهر نیویورک شد.

## اوایل زندگی و تحصیلات
ظهران قوام ممدانی در ۱۸ اکتبر 1991 در کامپالا، اوگاندا، در خانواده ای هندی‌تبار به دنیا آمد. والدین او محمود ممدانی، استاد هندی-اوگاندایی مطالعات استعمار و پسااستعمارگرایی در دانشگاه کلمبیا با تبار مسلمان گجراتی، و میرا نایر، فیلمساز هندی-آمریکایی با تبار پنجابی هستند. پدرش نام میانی قوام را به یاد قوام نکرومه، انقلابی و اولین نخست‌وزیر غنا، به او داد.
وقتی ممدانی پنج ساله بود، به همراه خانواده‌اش به کیپ تاون، آفریقای جنوبی نقل مکان کرد. او هنگام کار پدرش در دانشگاه کیپ تاوندر مدرسه ابتدایی سینت جورج تحصیل کرد، خانواده ممدانی وقتی او هفت ساله بود به نیویورک نقل مکان کردند. او از مدرسه کودکان خیابان بنک و سپس دبیرستان علوم برانکس فارغ‌التحصیل شد. ممدانی در کالج بودوین در ایالت مین تحصیل کرد، و در آنجا یکی از بنیانگذاران شعبهٔ «دانشجویان برای عدالت در فلسطین» در این کالج بود. او در سال ۲۰۱۴ با مدرک لیسانس در رشته مطالعات آفریقا فارغ‌التحصیل شد.

## شغل
ممدانی پیش از نامزدی برای انتخابات، به عنوان مشاور پیشگیری از سلب مالکیت و مسکن کار می‌کرد و به صاحبان خانه‌های رنگین‌پوست کم‌درآمد در کوئینز در زمینه اخطاریه‌های تخلیه و تلاش برای ماندن در خانه‌هایشان کمک می‌کرد. او گفت که این تجربه او را ترغیب کرد تا برای رسیدگی به بحران مسکن و مقرون به صرفگی، نامزد انتخابات شود.

### موسیقی
ممدانی از طرفداران هیپ هاپ است و موسیقی رپ ساخته و تهیه کرده است. در سال ۲۰۱۶، او با نام مستعار رپ «Young Cardamom» با رپر اوگاندایی HAB در یک آلبوم کوتاه با عنوان Sidda Mukyaalo همکاری کرد که در زبان لوگاندا به معنای «به روستا برنمی گردم» است. در سال ۲۰۱۹، او تک‌آهنگی با عنوان «نانی» با نام مستعار «آقای کارداموم» منتشر کرد. مدهور جعفری، نویسنده کتاب‌های آشپزی و بازیگر، در موزیک ویدیوی این تک‌آهنگ نقش مادربزرگ ممدانی را بازی می‌کرد.

## دیدگاه‌های سیاسی و سیاست‌گذاری
ممدانی پس از کمپین انتخاباتی ریاست جمهوری برنی سندرز در سال ۲۰۱۶، خود را یک سوسیالیست دموکراتیک می‌دانست. او عضو حزب سوسیالیست‌های دموکراتیک آمریکا است.

### درگیری اسرائیل و فلسطین
ممدانی از جنبش بایکوت، عدم سرمایه‌گذاری و تحریم اسرائیل حمایت می‌کند. او اقدامات اسرائیل در طول جنگ غزه را محکوم کرده و آنها را نسل‌کشی نامیده است.
در اوایل سال ۲۰۲۳، ممدانی لایحه‌ای با عنوان «نه به قیمت جانمان!: لایحه پایان دادن به تأمین مالی خشونت شهرک‌نشین‌های اسرائیلی توسط نیویورک» ارائه کرد که خیریه‌های ثبت‌شده را از کمک مالی به سازمان‌هایی که از شهرک‌نشینان غیرقانونی اسرائیلی حمایت می‌کنند، بازمی‌دارد. در ۱۳ اکتبر ۲۰۲۳، او در میان چندین معترضی بود که در جریان تظاهرات طرفدار فلسطین در شهر نیویورک، در مجموعه‌ای از اعتراضات برای درخواست آتش‌بس در غزه، دستگیر شدند. در نوامبر ۲۰۲۳، ممدانی به سینتیا نیکسون در یک اعتصاب غذای پنج روزه در خارج از واشینگتن دی سی پیوست تا از آتش‌بس فوری حمایت کند و با حمایت رئیس‌جمهور بایدن از بمباران نوار غزه توسط اسرائیل مخالفت کند. در سال ۲۰۲۴، او در ماه رمضان برای آتش‌بس در غزه مراسم افطار برگزار کرد.
در سال ۲۰۲۵، ممدانی از امضای قطعنامه سالانه مجمع ایالتی نیویورک در بزرگداشت سالگرد تأسیس اسرائیل خودداری کرد، زیرا این قطعنامه حاوی این عبارت بود که اسرائیل «به تلاش برای صلح با امنیت و عزت برای خود، همسایه‌هایش و سراسر جهان ادامه می‌دهد تا پیشگویی تبدیل شدن به نوری در بین ملت‌ها را محقق کند»، که سخنگوی ممدانی گفت «با رفتار دولت راست‌گرای آن در ۱۸ ماه گذشته، این ادعا نقض شده است». تصمیم او انتقاد سم برگر، عضو مجلس، را برانگیخت، که او نیز از محکومیت اسرائیل توسط ممدانی در طول جنگ غزه انتقاد کرد. ممدانی در پاسخ گفت که از یهودستیزی بیزار است و ادعای اسرائیل مبنی بر حق موجودیت را تصدیق کرد، و گفت که اسرائیل حق دارد به عنوان یک کشور با حقوق برابر برای همه شهروندانش موجودیت داشته باشد. ممدانی به دلیل عدم حمایت از قطعنامه سالانه مجمع برای روز یادبود هولوکاست بین سال‌های ۲۰۲۱ تا ۲۰۲۵ مورد انتقاد قرار گرفت یهودیان طرفدار عدالت نژادی و اقتصادی از او دفاع کردند و گفتند: «هر کسی که سعی در تحریف سخن [ممدانی] داشته باشد، آشکارا از وحشت هولوکاست به عنوان یک چماق سیاسی استفاده می‌کند. ظهران می‌داند که هدف از  [شهردار بودن] بهبود مادی زندگی مردم است. او سابقه‌ای برای پشتیبانی از این موضوع دارد و یک برنامه سیاسی دارد که تعهد مداوم او را به خدمت به همه نیویورکی‌ها، از جمله یهودیان، نشان می‌دهد.»
در ژوئن ۲۰۲۵، هنگام کمپین انتخاباتی برای شهرداری نیویورک در پادکست بولوارک، از ممدانی در مورد عبارت «جهانی کردن انتفاضه» سؤال شد. او این را یک فراخوان نمادین برای حقوق بشر فلسطینیان توصیف کرد، نه برای خشونت یا یهودستیزی، و افزود: «این کلمات برای افراد مختلف معانی متفاوتی دارند… من به صراحت گفته‌ام که هرگونه تحریک به خشونت چیزی است که من با آن مخالفم.» او گفت که کلمه «انتفاضه» توسط موزه یادبود هولوکاست ایالات متحده در ترجمه‌های عربی برای اشاره به مقاومت یهودیان در طول جنگ جهانی دوم استفاده شده است. ممدانی همچنین از محکوم کردن این عبارت خودداری کرد، علیرغم اینکه بسیاری از محققان آن را با دعوت به خشونت علیه یهودیان مرتبط می‌دانستند. این مصاحبه از سوی چهره‌های عمومی یهودی طرفدار صهیونیسم، از جمله تد دویچ، مارک اشنایر، امیل هیرش و دن گلدمن، محکوم شد. آنها گفتند: «اگر آقای ممدانی حاضر نیست به درخواست سازمان‌های بزرگ یهودی برای محکوم کردن این عبارت بی‌شک یهودستیزانه توجه کند، پس او برای رهبری شهری با ۱٫۳ میلیون یهودی - بزرگ‌ترین جمعیت یهودی خارج از اسرائیل - نامناسب است.» با این حال، برد لندر، یک چهره یهودی و نامزد دیگر شهرداری و حسابرس شهر نیویورک، از ممدانی دفاع کرد و گفت: «من این عبارت را دوست ندارم… اما معتقدم که او از نیویورکی‌های یهودی و حقوق ما محافظت خواهد کرد.»

## زندگی شخصی
در سال ۲۰۱۸، ممدانی تابعیت آمریکایی گرفت. او یک مسلمان شیعه است و خود را از شاخه دوازده امامی می‌شناسد. او در اوایل سال ۲۰۲۵ با هنرمند سوری، راما دواجی، ازدواج کرد. از سال ۲۰۲۵، این دو در آپارتمانی در آستوریا زندگی می‌کنند.